# Novaki Bizovački
Novaki Bizovački – wieś w Chorwacji, w żupanii osijecko-barańskiej, w gminie Bizovac. W 2011 roku liczyła 203 mieszkańców.